# Soacha
Soacha est une municipalité du département de Cundinamarca en Colombie.